# 三遊亭萬次郎
三遊亭 萬次郎（さんゆうてい まんじろう、2002年1月21日 - ）は、五代目圓楽一門会に所属する落語家。兵庫県姫路市白浜町出身。出囃子は『勧進帳の臆病のいたり』。

## 来歴
中学2年の頃に「笑点」で落語に触れ、You tubeで六代目三遊亭円楽や六代目三遊亭圓生を見てとりこになった。兵庫県立網干高等学校の卒業を間近に控えた2020年1月1日に六代目円楽に入門、同年3月に楽屋入り。
前座名「楽太」。円楽にとっては最後の直弟子となった。
2022年9月に師匠の円楽が死去したため、2023年1月、四代目三遊亭萬橘門下に移籍。
2023年2月8日、前座では異例となる企画提案を行った「円楽師匠の誕生日落語会～弟子と仲間に囲まれて一門の再出発～」（深川江戸資料館）が開催され、自らは開口一番として出演した。
2024年4月1日、二ツ目に昇進し「萬次郎」と改名。萬次郎の名は「これまでだれも付けていない名前で、いちから落語家人生を歩め」と萬橘が命名した。

## 芸歴
- 2020年1月 - 六代目三遊亭円楽に入門、前座名「楽太」。
- 2022年9月 - 師匠の円楽が死去。
- 2023年1月 - 四代目三遊亭萬橘門下に移籍。
- 2024年4月 - 二ツ目に昇進し「萬次郎」と改名。

## 人物
- 六代目円楽門下であったタレントの伊集院光と親交があり、前述の落語会にも自ら出演依頼を行った[注 1][3]。
- 六代目円楽が晩年に脳梗塞を発症して以降、兄弟子達と共に車椅子での移動などの身の回りの介助を行っていた[注 2][4]。
- 円楽から口伝で教わった落語は5席のみだが、「（真打ちがかける噺を）いずれ演じられるようになれ」と、舞台袖で高座を見るように指示された[1]。